# Asta Vonderau
Asta Vonderau (* 1972 in Vilnius) ist eine litauisch-deutsche Ethnologin. Seit 2018 ist sie Professorin für Ethnologie und Vergleichende Soziologie am Seminar für Ethnologie und geschäftsführende Direktorin des Zentrums für Interdisziplinäre Regionalforschung der Martin-Luther-Universität Halle-Wittenberg.

## Leben
Von 1991 bis 1995 studierte Asta Vonderau baltische Philologie und Skandinavistik an der Fakultät für Philologie der Universität Vilnius und der Universität Kopenhagen in Dänemark. Anschließend absolvierte sie von 1995 bis 2001 ein Magisterstudium in den Fächern Europäische Ethnologie und Skandinavistik an der Humboldt-Universität zu Berlin. 2008 promovierte sie dort in der Abteilung für Europäische Ethnologie. Gutachter waren Wolfgang Kaschuba und Beate Binder.
Von 2010 bis 2014 war sie Juniorprofessorin für Kulturanthropologie, Fachbereich Film-, Theater- und empirische Kulturwissenschaften an der Johannes-Gutenberg-Universität Mainz. Seit August 2018 ist sie Professorin für Ethnologie und Vergleichende Soziologie am Seminar für Ethnologie, geschäftsführende Direktorin des Zentrums für Interdisziplinäre Regionalforschung und des Instituts für Strukturwandel und Nachhaltigkeit an der Martin-Luther-Universität Halle-Wittenberg.
Ihr aktuelles Forschungsgebiet ist in der Anthropologie der Energie und Ressourcen zu verorten. Sie erforscht umweltliche und soziale Folgen von (De-)Industrialisierung und Strukturwandel mit besonderem Fokus auf das Mitteldeutsche Braunkohlerevier und Chemiedreieck.

## Schriften (Auswahl)
- Geographie sozialer Beziehungen: Ortserfahrungen in der mobilen Welt. Lit Verlag, 2003, ISBN 3-8258-6493-6.
- Leben im »neuen Europa«. Konsum, Lebensstile und Körpertechniken im Postsozialismus. Transcript-Verlag, Bielefeld 2010, ISBN 978-3-8376-1189-2.
- (hrsg. gemeinsam mit Jens Adam) Formationen des Politischen: Anthropologie politischer Felder. Transcript-Verlag, Bielefeld 2014, ISBN 978-3-8394-2263-2.
- (hrsg. gemeinsam mit Caroline Schmitt). Transnationalität und Öffentlichkeit: Interdisziplinäre Perspektiven. Transcript-Verlag, Bielefeld 2014, ISBN 978-3-8376-2154-9.
- (hrsg. gemeinsam mit Michael Bachmann). Europa – Spiel ohne Grenzen? Zur künstlerischen und kulturellen Praxis eines politischen Projekts. Transcript-Verlag, Bielefeld 2020, ISBN 978-3-8376-2737-4.
- Lietuvos Etnologija: Lithuanian Ethnology. Vilnius: Lietuvos Istorijos Institutas, 2021 (online).